# Klaipėdos mediena
UAB Klaipėdos mediena ist ein litauischer Möbelhersteller. Er gehört der litauischen Unternehmensgruppe Vakarų medienos grupė, die in der Holz- und Möbel-Branche tätig ist.

## Geschichte
1899 gründete Friedrich Kraus (aus Frankenthal) eine Aktiengesellschaft für Holzbearbeitung in Memel. Das Grundkapital betrug 250.000 Marken. Kraus war Patentinhaber eines Messerkopfs zum Schnitt von Furnier. Am 14. Dezember 1992 wurde die Akcinė bendrovė „Klaipėdos mediena“ registriert. 2000 beschäftigte „Klaipėdos mediena“ 1.477 Mitarbeiter.